# Oriol Pi de Cabanyes i Almirall

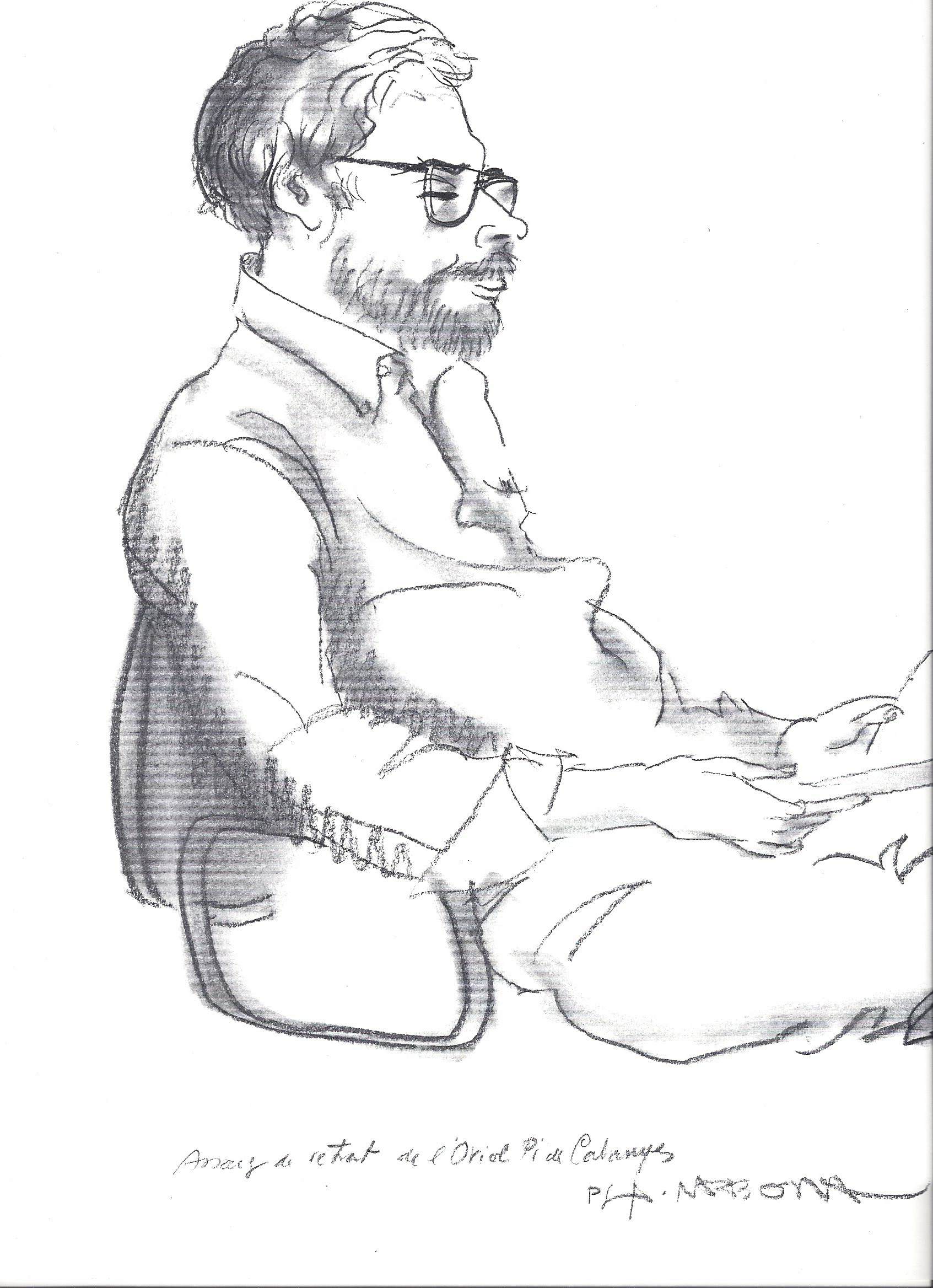
Retrat d'Oriol Pi de Cabanyes per Josep Pla-Narbona.

Oriol Pi de Cabanyes i Almirall (Vilanova i la Geltrú, 10 de maig de 1950) és un escriptor català.
A part d'obres de ficció, ha publicat dietaris, llibres de viatges (com ara Pel bell nord glaçat), biografies i estudis sobre art i literatura. Ha exercit de professor universitari, de director del Museu Víctor Balaguer a la seva ciutat natal, de director de Relacions Culturals de la Generalitat de Catalunya i de la Institució de les Lletres Catalanes, des del 1988 fins al 1996. També ha destacat com a periodista, ja de jove en recollir el premi Oriflama pel seu treball d'investigació sobre els quibuts israelians. Ha col·laborat amb les publicacions Serra d'Or, Avui, Diari de Vilanova i La Vanguardia.
Va ser director general en diferents governs de Jordi Pujol.

## Obres[2]

### Narrativa breu
- 1978 Novenari d'ànimes
- 1980 Llibre d'hores : fulls de dietari
- 2013 Sobre Maragall, d'Ors, Espriu, Porcel i altres
- 2018 Senyes i aproximacions : 123 assaigs breus d'història cultural

### Novel·la
- 1973 Oferiu flors als rebels que fracassaren
- 1975 També les formigues, Dylan, algun dia ploraran de solitud
- 1977 Esquinçalls d'una bandera
- 1978 Novenari d'ànimes
- 1995 Pel bell nord glaçat

### Poesia
- 1991 Les Metamorfosis / Ovidi ; adaptació d'Oriol Pi de Cabanyes ; il·lustracions d'Enric Solbes
- 2017 Manuel de Cabanyes : poemes essencials / Selecció, traducció i comentaris: Oriol Pi de Cabanyes

### No ficció
- 1971 La generació literària dels 70 (amb Guillem-Jordi Graells)
- 1971 Vilanova i la Geltrú en la Guerra del Francès : 1808/1814
- 1978 Què va dir Andreu Nin
- 1979 La Renaixença: literatura
- 1979 Joaquim Budesca
- 1980 Llibre d'hores (1975-1978)
- 1981 Tres assaigs : Centenari del ferrocarril 1881-1981 Vilanova i la Geltrú/ Casimir Martí, Pere Pascual, Oriol Pi de Cabanyes
- 1984 Apunts d'història de la Renaixença
- 1989 Repensar Catalunya: una reflexió crítica
- 1990 Cases senyorials de Catalunya
- 1991 Qui és qui a les lletres catalanes : repertori d'autors vivents d'obres de creació literària en llengua catalana/ Director: Oriol Pi de Cabanyes
- 1992 Cases modernistes de Catalunya
- 1993 C.A. Jordana : centenari 1893-1993/ Director: Oriol Pi de Cabanyes
- 1993 J.V. Foix : centenari : 1893-1993/ Director: Oriol Pi de Cabanyes
- 1994 Catalan literature abroad : Children's books : translations published in 1992-1993 : Children's Book Fair Bologna, 1994/ Director: Oriol Pi de Cabanyes
- 1995 Pel bell nord glaçat
- 1999 Castells habitats de Catalunya
- 2000 El sol de Vilanova i el Garraf misteriós
- 2000 Alexandre de Cabanyes : 1877-1972
- 2000 L'Univers Pla-Narbona : dibuixos, pintures, gravats i escultures = El universo Pla-Narbona : dibujos, pinturas, grabados y esculturas/ Domingo García-Sabell, Oriol Pi de Cabanyes
- 2002 Gaudí: una cosmogonia
- 2003 Glossari d'escriptors catalans del segle XX
- 2004 Passió i mort de Joaquim Mir
- 2004 Roca Sastre, una vindicació del realisme
- 2005 A punta d'espasa. Noves glosses d'escriptors
- 2006 L'Empordà : el melic del món : de Josep M. Sert a Ferran Adrià passant per la Gauche divine
- 2007 Enric-C. Ricart i el noucentisme
- 2008 L'Art, el signe i el sentit : noms i tendències de l'art català del segle XX
- 2011 Del retaule de Sant Jordi a la Festa Major de Vilafranca, passant per Eugeni d'Ors
- 2015 Columnes i davantals : 111 escrits d'història i literatura
- 2017 Foc secret de Josep Palau i Fabre
- 2018 Alexandre de Cabanyes : 1877-1972 : l'últim modernista

## Premis
- 1972 Prudenci Bertrana per Oferiu flors als rebels que fracassaren
- 1974 Premi Crítica Serra d'Or de novel·la per Oferiu flors als rebels que fracassaren
- 1988 Josep Vallverdú d'assaig per Repensar Catalunya
- 1994 Sant Joan per Pel bell nord glaçat